# Институт Вальтера Ойкена
Институт Вальтера Ойкена (нем. Das Walter Eucken Institut) — независимое экономическое научно-исследовательское учреждение (Фрайбург, Германия). Институт основан 11 января 1954  через четыре года после смерти экономиста Уолтера Ойкена. Институт назван в честь немецкого экономиста В. Ойкена. Директором института является доктор Ларс Петер Фельд.
Основное направление исследований: конституционные и институциональные проблемы экономической теории и других общественных наук. Одним из проектов института является издание собрания сочинений Ф. фон Хайека в 14 тт. на немецком языке. Институт организует циклы публичных лекций и конференции, посвященные проблемам экономического либерализма.